# Войткевич, Анатолий Анатольевич
Войткевич Анатолий Анатольевич (1908—1971) — советский эндокринолог, гистолог. Член-корреспондент АМН СССР, заслуженный деятель науки Казахской ССР. Член КПСС с 1942 года.

## Биография
В 1932 году Войткевич окончил биологический факультет 2-го МГУ. В 1939 году защитил диссертацию.
С 1940 г. начал заведовать кафедрой общей биологии Курского медицинского института. Вскоре начал заведовать Казахским медицинским институтом в Алма-Ате.
В 1954—1965 годах начал заведовать кафедрой гистологии и эмбриологии Воронежского медицинского института.
Под руководством Войткевича было защищено три докторских и три кандидатских диссертации. С 1966 года руководил лабораторией радиационной нейроэндокринологии института медицинской радиобиологии АМН СССР в Обнинске.
Войткевич написал около 400 научных работ, включая 7 монографий на тему: «Эмбриология и гистофизиология желез внутренней секреции».
Исследования Войткевича показали зависимость гистологической структуры щитовидной железы от её физиологического состояния и выявили цитологические особенности различных зон передней доли гипофиза. Он изучил особенности регенерации тканей и эндокринных органов при воздействии различных гормонов и ионизирующих излучений. Также он изучал влияние радиоактивного облучения на состояние нейросекреторной системы и эндокринных желез. Войткевич был награждён орденом «Знак Почета» и медалями.

## Сочинения
- Антитиреоидное действие сульфаниламидов и тиоуреатов, Москва, 1957[4]
- Восстановительные процессы и гормоны, Ленинград, 1965
- Надпочечная железа, Ташкент, 1966 (совместно с другими исследователями)
- Нейросекреция, Ленинград, 1967
- Промежуточная доля гипофиза, Ленинград, 1968 (совместно с Соболевой Э. Л.)
- Регенерация надпочечной железы, Москва, 1970 (совместно с Полуэктовым А. И.)
- Ультраструктурные основы гипоталамической нейросекреции, Москва, 1972 (совместно с Дедовым Иваном Ивановичем)